# Colruyt
Colruyt是一个的比利时零售商场，其门店覆盖范围包括比利时、荷兰、法国和卢森堡四个国家，总部位于比利时中部城市哈勒。

## 历史
1928年，佛兰德企业家弗朗茨·科尔鲁伊特（Franz Colruyt）在比利时伦贝克开设了一家面包批发供应站。1953年，弗朗茨与合伙人创建了以“Boni”命名的超市。1958年，Boni被弗朗茨之子乔·科尔鲁伊特接管，首家直营商场于1964年开业。1976年，“Colruyt”成为该企业的注册商标。2003年，Colruyt在法国开设了首家海外商店。2023年9月，Colruyt宣布将收购比利时境内的29家Smatch和28家Match商场。

## 运营特点
Colruyt的定位为廉价百货商场，通常位于城市的边缘及近郊地带，其卖场面积在1,400到2,000平方米之间，配有顾客停车场及手推车等设施。
截至2023年3月，Colruyt共有774家门店，其2022年的营业额达9.75亿欧元。
Colruyt在法国境内共有79家门店，主要分布于法国东部地区。

## 争议事件
2023年4月，Colruyt曾因推出了一则推崇素食主义的广告而引发争议。